# 圣马丁宫

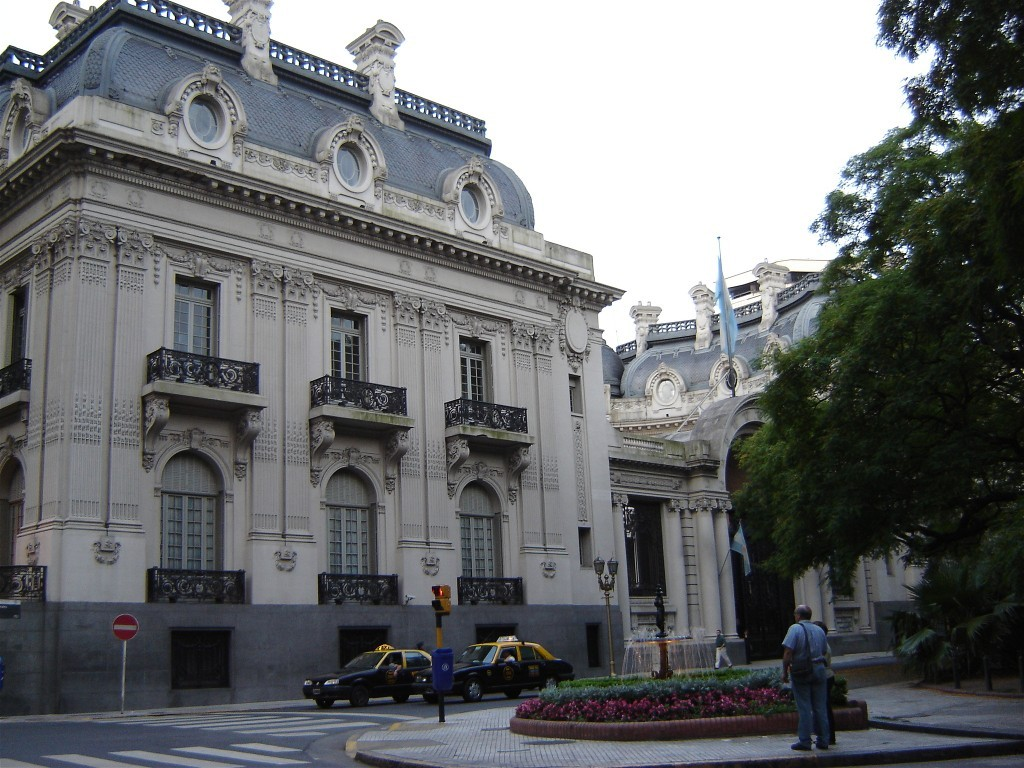
圣马丁宫

圣马丁宫（西班牙语：Palacio San Martín）位于阿根廷布宜诺斯艾利斯中心的圣马丁广场，目前为外交部的礼仪司。

## 历史
这座建筑设计于1905年，1909年完成，1936年，阿根廷政府得到这座建筑，改为外交部总部。1993年外交部总部迁址，改为外交部的礼仪司。
这座宫殿拥有许多20世纪阿根廷和美洲艺术家的作品，例如Antonio Berni、Pablo Curatela Manes、Lino Enea Spilimbergo和Roberto Matta。

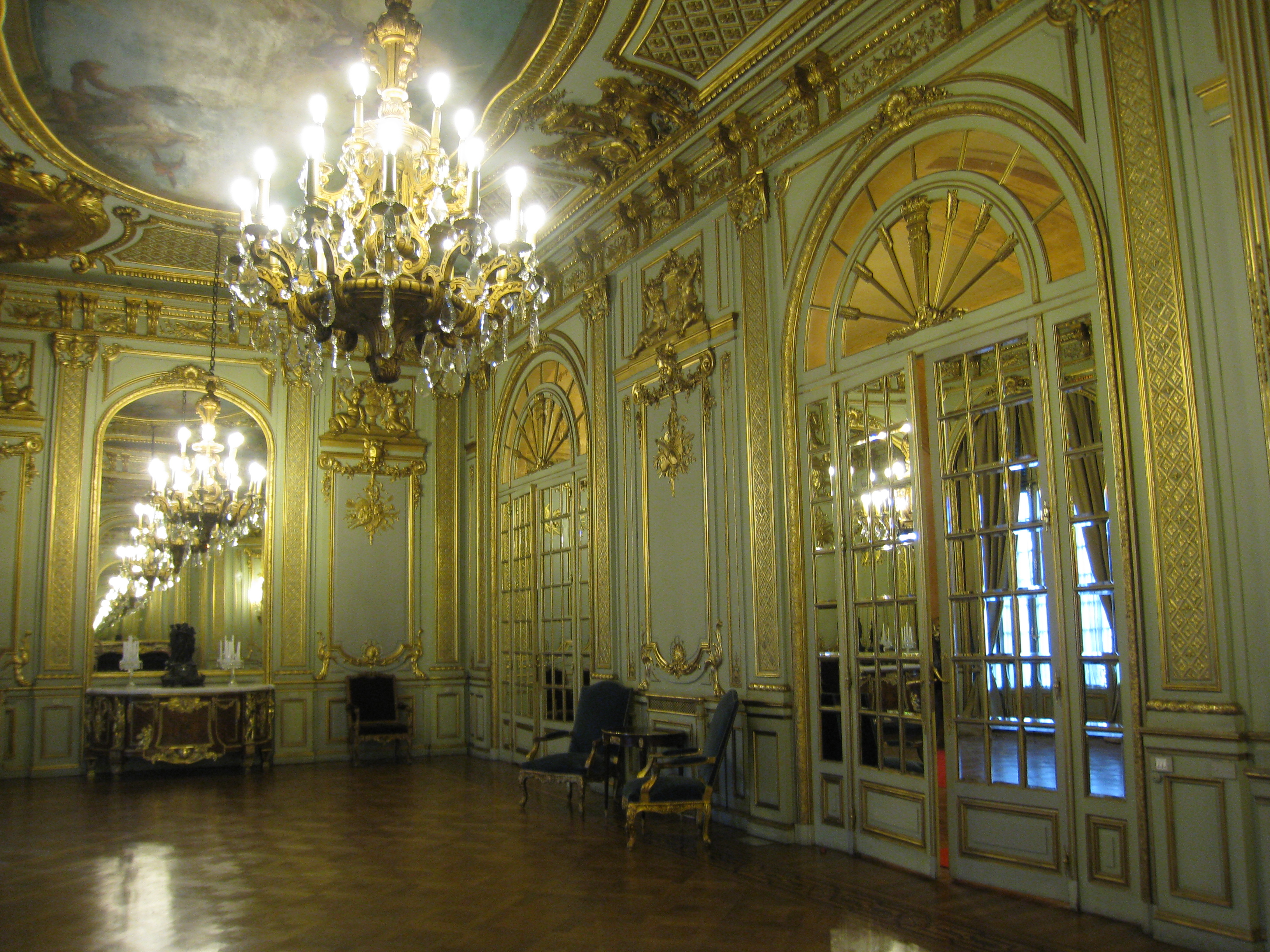
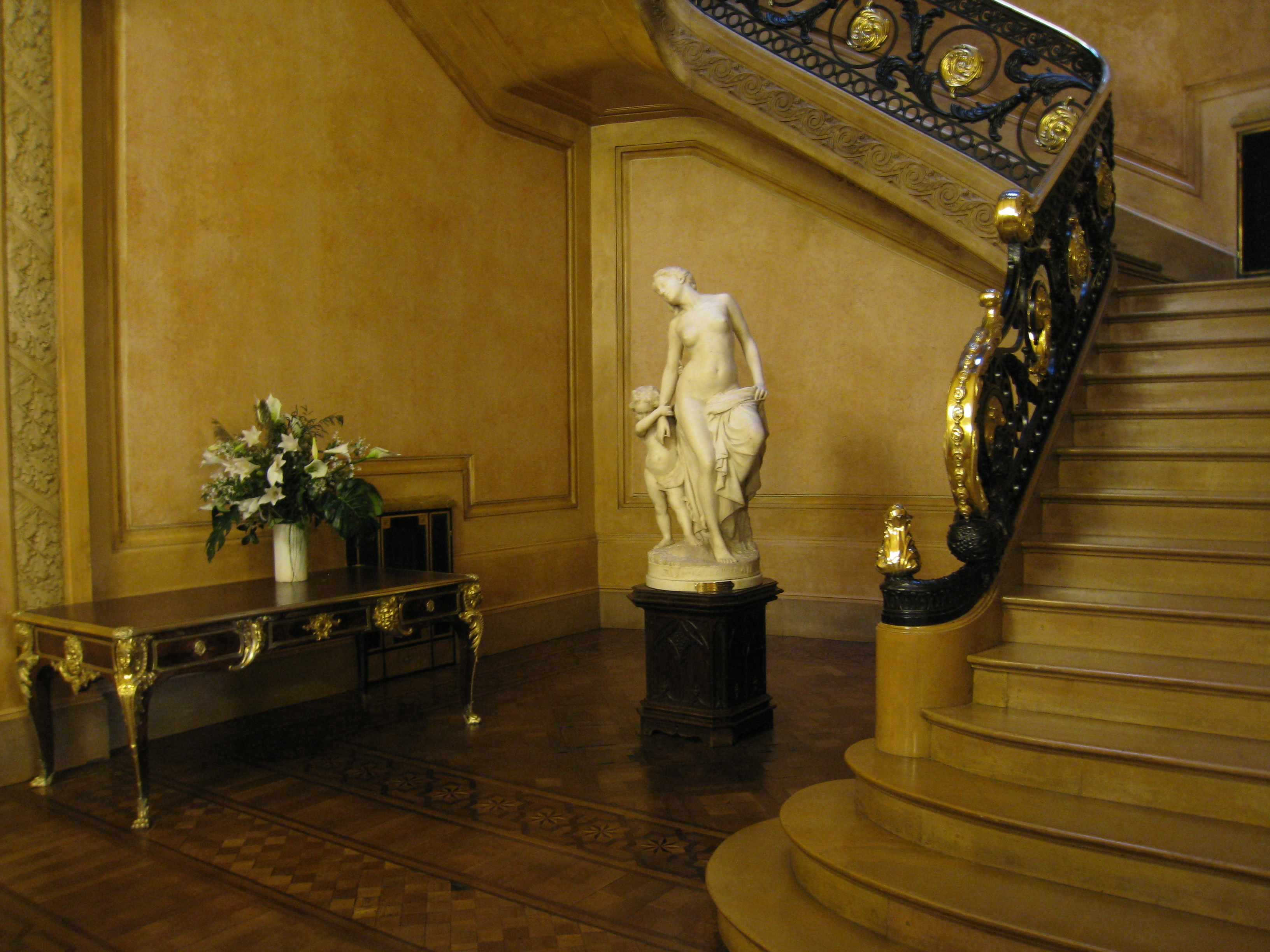
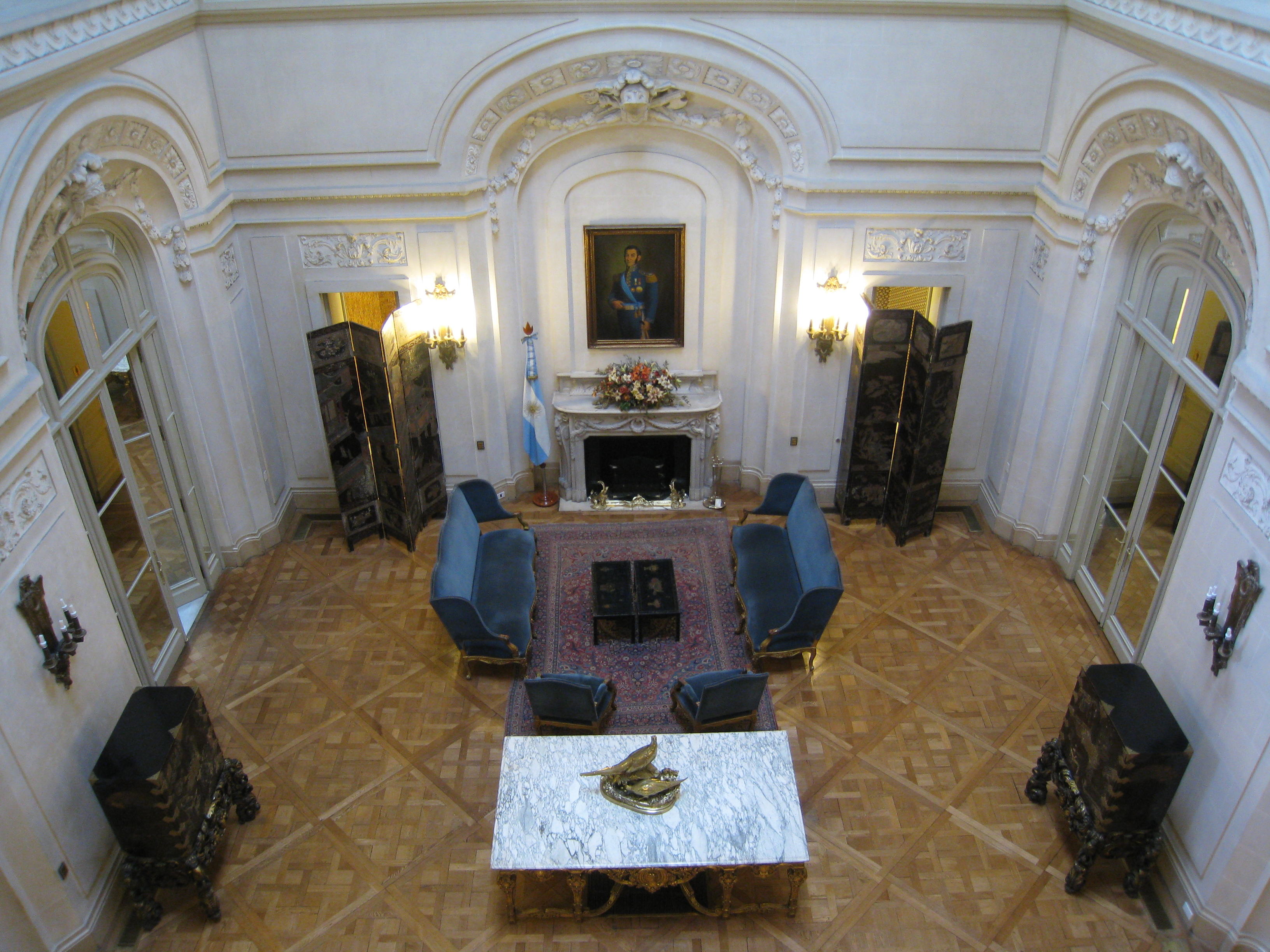
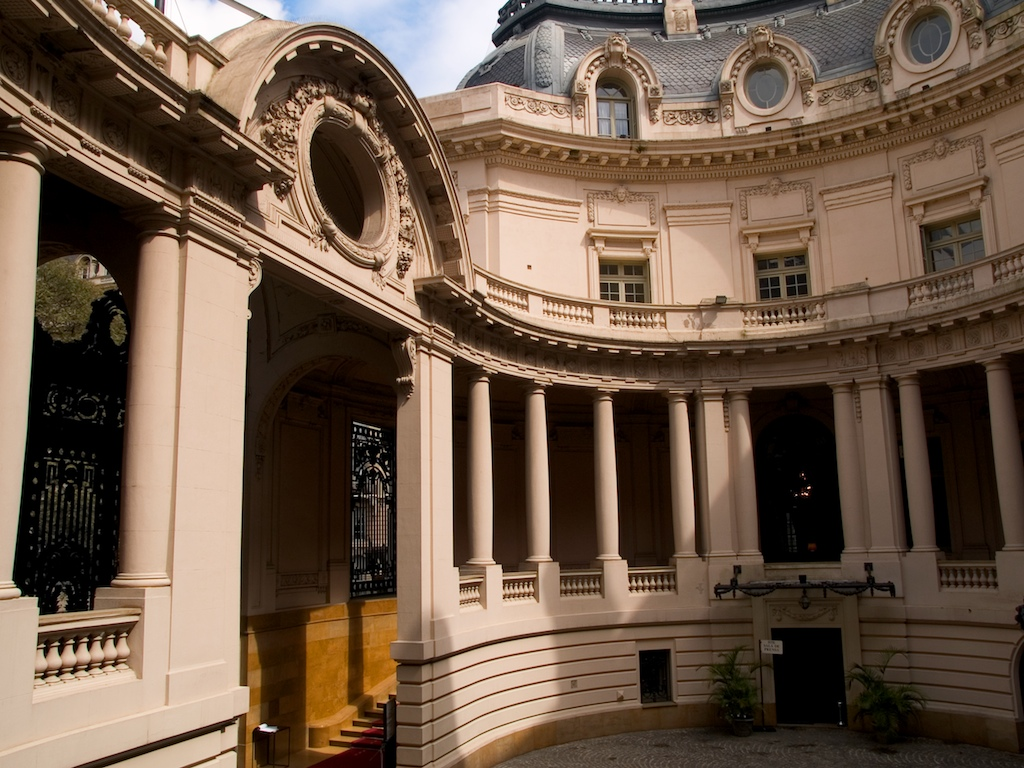